# 人間の三世代 (ドッソ・ドッシ)
『人間の三世代』（にんげんのさんせだい、伊: Le tre età dell'uomo、英: The Three Ages of Humans）は、イタリア・盛期ルネサンスの画家ドッソ・ドッシがキャンバス上に油彩で描いた絵画である。画家がアルフォンソ1世・デステの宮廷画家として雇われたばかりの1515年ごろに描かれたと考えられる。主題は、ヴェネツィア派の巨匠ティツィアーノ・ヴェチェッリオらも描いた『人生の三世代』 (スコットランド国立美術館、エジンバラ) と同じものであるが、本作は実際には風景画である。1926年以来、ニューヨークのメトロポリタン美術館に所蔵されている。

## 作品

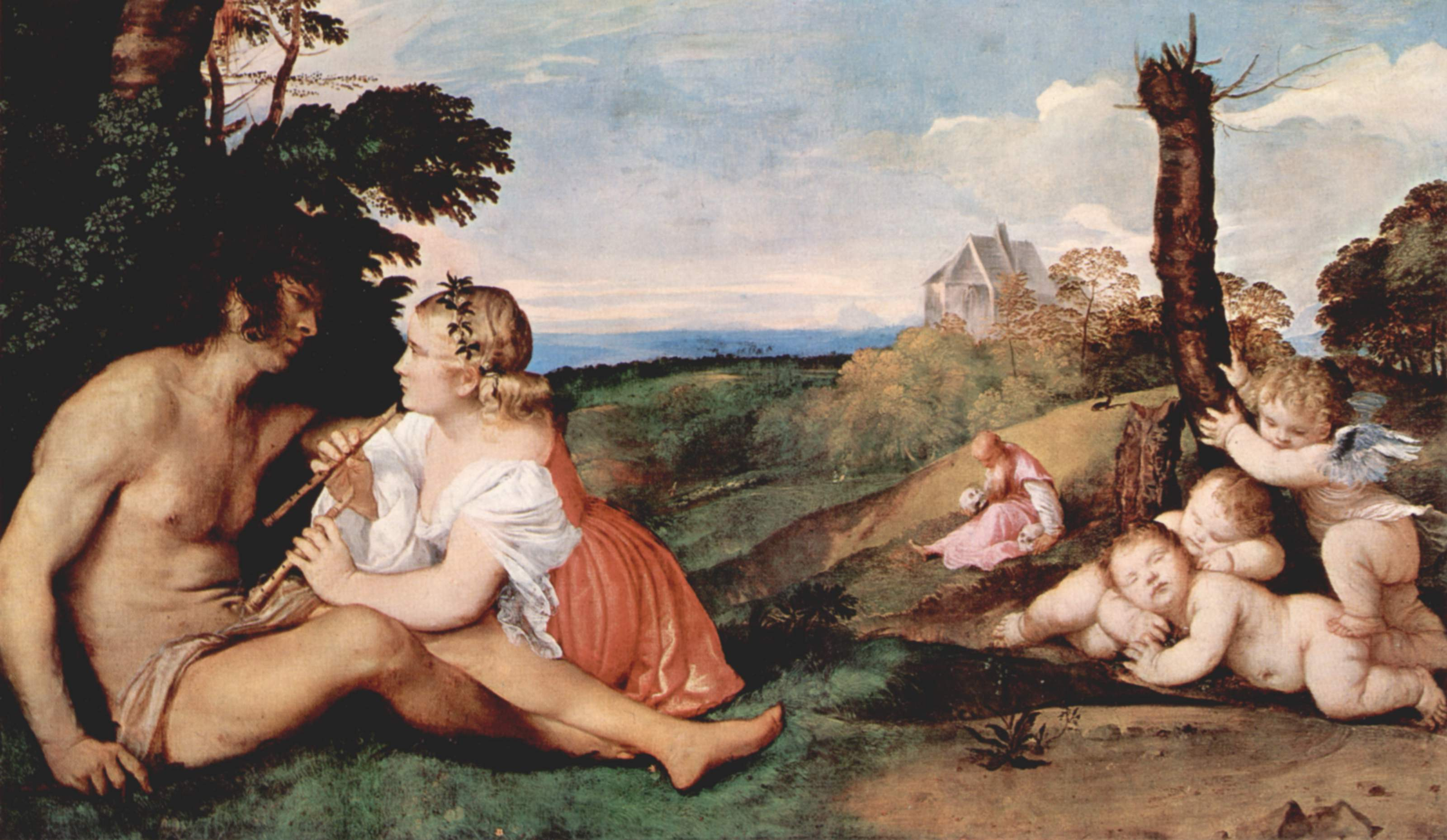
ティツィアーノ・ヴェチェッリオ『人生の三世代』 (1512-1515年)、スコットランド国立美術館、エジンバラ)

この絵画には人物が描かれているが、主に風景を描いたものである。イタリアの風景画は古代文学に触発されたもので、鑑賞者が目を楽しませるだけでなく、描かれている物語を発見するようなものとして意図されていた。とはいえ、風景の中に小さく人物を描く様式は、16世紀初めにはきわめて珍しかった。そのため、本来はもっと大きな絵画の1部であったと考えられたこともあるが、キャンバスは右辺が8センチ未満切断されていること除けば制作当時の状態が保たれていることが判明している。
ジョルジョーネより若く、ティツィアーノと同世代であったドッソは定期的にヴェネツィアを訪れており、2人の画家の作品に親しんでいた。水辺の青々とした風景の中に2人の子供、若い男女のカップル、そしておそらく年配の2人組という3つの人物群が描かれている。鮮やかな色のエレガントな衣服で正装した若い恋人たちは、羊飼いの役割を担っているとはいえ、彼らを取り囲むのはヤギの群れである。画家の機転はフェラーラの宮廷で非常に高く評価されたが、そうした機転は恋人たちを興味津々に見ているようなヤギの細部に見て取れる。
恋人たちを覗き見している子供たちは、2人とも男の子のように見える。森の中の2人組はどちらも男性で、X線調査により、低木を描写した絵具層の上に加筆されたことが判明した。このことは、本作が本来は田園の風景を表したもので、ドッソが人生の段階を表すものへと変貌させたことを示唆している。作品の題名は「人間の三世代」であれば等しい数の男女が含まれるはずだという主張により訂正されたことあるが、その必要性はない。